# Quintus Aemilius Laetus
 (avril 2022).
Quintus Aemilius Laetus est un préfet du prétoire sous le règne de Commode. Il meurt en 193 de notre ère.

## Préfet du prétoire de Commode
Comme tous les préfets du prétoire (sauf exception), il appartient à l'ordre équestre. Il entre en fonction en 191 (ou 192 au plus tard), après la déchéance et la mort de Marcus Aurelius Cléandre,.
Il joua de son influence en tant que préfet du prétoire pour favoriser la carrière du futur empereur Lucius Septimius Severus, originaire, comme lui, d'une province africaine de l'Empire. Il contribue à le faire nommer gouverneur de Pannonie supérieure en 191 ou 192.
Les sources antiques affirment qu'il aurait été inquiété par le comportement de Commode. L'Histoire Auguste -source tardive et partiale- affirme ainsi qu'il l'avait empêché de brûler Rome, ce qui semble excessif. Dans tous les cas, les sources concordent pour affirmer qu'il aurait organisé l'assassinat de l'empereur avec la complicité de la concubine -Marcia- et du chambellan -Eclectus- de ce dernier. Commode aurait en effet prévu de faire assassiner un certain nombre de personnes, dont Laetus et Eclectus. Laetus le fit donc empoisonner et étrangler dans la nuit du 31 décembre 192 au 1er janvier 193,,.    

## Préfet du prétoire de Pertinax
Il fut maintenu en fonction par son successeur Pertinax, qu'il contribua à faire reconnaître empereur par le Sénat, malgré certaines réticences. Pendant le court règne de cet empereur, Cassius Dion lui attribue un certain nombre de mesures destinées à rompre avec le règne précédent. Il aurait ainsi procédé à une forme d’épuration à l’encontre d’anciens favoris de Commode, en affichant publiquement leurs noms et les sommes qu’ils avaient reçues de lui,.   
Pertinax se coupe des Prétoriens en réprimant ceux d'entre eux qui avaient soutenu la tentative d'usurpation du consul Falco, déclenchée alors qu'il était en déplacement à Ostie. Ainsi, trois mois après son avènement, Pertinax est assassiné lors d'une mutinerie de la garde prétorienne, le 28 mars 193, abandonné par le préfet du prétoire. Le rôle de Laetus dans ces évènements varie selon les sources, tantôt partie prenante du complot de Falco, tantôt acteur de la répression des prétoriens à la suite dudit complot. Il semble dans tous les cas qu'il ait perdu son autorité sur les Prétoriens à la fin du règne de Pertinax. Laetus fut lui-même mis à mort sur ordre de Didius Julianus, que les Prétoriens avaient proclamé empereur quelques jours plus tard,.  

## Sources
- « Quintus Aemilius Laetus », dans Pierre Larousse, Grand dictionnaire universel du XIXe siècle, Paris, Administration du grand dictionnaire universel, 15 vol., 1863-1890 [détail des éditions].
- Borghesi, B. (1897) : Les préfets du prétoire, in : Héron de Villefosse, A., et Cuq, E. (éds.), Œuvres complètes de B. Borghesi, X, Paris.
- Durry, M. [1938] (1968) : Les cohortes prétoriennes, Paris.
- Passerini, A. [1939] (1969) : Le coorti pretorie, Rome.
- Grosso, F. (1964) : La lotta politica al tempo di Commodo, Turin.
- Birley, A. [1988] (1999) : Septimius Severus : the African emperor, 2e éd., Londres.
- Absil, M. (1997) : Les préfets du prétoire d’Auguste à Commode: 2 avant Jésus-Christ, 192 après Jésus-Christ, Paris.